# الحزب الديمقراطي الإيراني
الحزب الديمقراطي الإيراني (بالفارسية: حزب دموکرات ایران) كان حزبًا سياسيًا قصير العمر في إيران، تأسس عام 1946 بقيادة أحمد قوام. كان الحزب الأكثر أهمية الذي شكله النبلاء القاجاريون  وجمعية من الأرستقراطيين والمثقفين الراديكاليين المناهضين لبريطانيا. وبسقوط قوام تفكك عام 1948.
حاول الحزب أن يظهر نفسه على أنه وريث الحزب الديموقراطي القديم.
كان من المفترض أن تكون أيديولوجية الحزب قومية وإصلاحية،  لكنه كان هشا تنظيمياً لأنه كان غير متبلور أيديولوجياً. ودعا إلى إصلاحات اقتصادية واجتماعية وإدارية واسعة النطاق بينما دعا إلى مراجعة القوات المسلحة الإيرانية.  وطور بنية سلطوية  ويشك البعض في أنه خطط لإنشاء دولة الحزب الواحد. 
وفقًا لإرفاند أبراهاميان، كان لقوام سببان متناقضان لتأسيس الحزب، «سيف ذو حدين موجه إلى اليسار وكذلك اليمين». كان ينوي هزيمة المرشحين الملكيين والمؤيدين لبريطانيا في الانتخابات التشريعية الإيرانية عام 1947 واستخدامه «لتعبئة الإصلاحيين غير الشيوعيين، وبالتالي بناء توازن مواجه لحزب توده». 